# Nils-Olof Franzén
Nils-Olof Franzén (23. srpna 1916, Oxelösund – 24. února 1997) byl švédský spisovatel, autor knih pro mládež, biografií, detektivních a historických románů.
Franzén působil v letech 1956–1973 jako programový ředitel Švédského rozhlasu. Roku 1978 obdržel cenu Švédské akademie detektivní literatury za knihy pro mládež.
Franzén je známý především jako autor jedenáctidílné humorně až satiricky pojaté série detektivních románů pro mládež o soukromém detektivovi Agatonovi Saxovi, šéfredaktorovi fiktivních novin Byköpingsposten (Byköpinský kurýr) ve fiktivním městečku Byköping, kterou napsal v letech 1955–1978. Agaton Sax "je šéfredaktorem nejmenších novin v nejmenším švédském městě Byköpingu. Noviny si píše sám, redakční radu tvoří on a teta Tilda, která mu jinak vede domácnost. Jako vynikající novinář je hbitý, důvtipný, pohotový a především o všem důkladně zpravený muž. Toto jsou vynikající vlastnosti jeho druhé tváře, neboť vězte, že Agaton Sax je detektivem amatérem, ale žádným jen tak ledasjakým detektivem – je to veledetektiv!" Neustále nosí tvrďák, nepřátelé mu říkají pro jeho obtloustlou postavu Tlusťoch a při své detektivní práci spolupracuje s Interpolem a Scotland Yardem, kam sám zalétává rychlovrtulníkem, a kde ho pokaždé čeká vrchní detektivní inspektor Josuah H. Lispington.
Kromě Agatona Saxe vytvořil Franzén pro mládež ještě další tři detektivní hrdiny, které pojmenoval Göran Ulv (jeho příběhy se odehrávají v 17. století), Fred Y a Herr Zippo.

## Dílo

### Biografie
- Rossini (1951),
- Zola (1958),
- Molière (1960),
- Christina Nilsson (1976), životopis švédské operní sopranistky,
- Mozart och hans värld (1978),
- Jenny Lind (1982), životopis další švédské operní sopranistky,
- Alfred Dreyfus (1983),
- Hjalmar Branting och hans tid (1985), životopis švédského sociálně demokratického politika a novináře,
- Sven Jerring (1988), životopis švédského rozhlasového komentátora a sportovního novináře,
- Revolt och romantik: Verdi och hans värld (1995).

### Veledetektiv Agaton Sax
- Agaton Sax klipper till (1955),
- Agaton Sax och den ljudlösa sprängämnesligan (1956),
- Agaton Sax och vita möss-mysteriet (1957),
- Agaton Sax och de slipade diamanttjuvarna (1959, česky jako Agaton Sax a zloději briliantů),
- Agaton Sax och det gamla pipskägget (1961, česky jako Agaton Sax a stařík s kozí bradkou),
- Agaton Sax och Byköpings gästabud (1963, česky jako Agaton Sax a byköpinská hostina),
- Agaton Sax och bröderna Max (1965),
- Agaton Sax och den bortkomne mr Lispington (1966),
- Agaton Sax och de okontanta miljardärerna (1967),
- Agaton Sax och den svällande rotmos-affären (1970),
- Agaton Sax och den mörklagda ljusmaskinen (1978).

### Další knihy pro mládež
- Göran Ulv (1960),
- Göran Ulv och fångarna i Bastiljen (1962),
- Fred Y och den farlige dr Snook (1968),
- Herr Zippo och den tjuvaktiga skatan (1968),
- Fred Y och det hemliga rummet (1969),
- Herr Zippo och barnen i byn (1969).

### Detektivní romány pro dospělé
- Brunkebergsmorden (1971),
- Dödens ängel (1972),
- De oförmodade utställningsliken (1973).

## Filmové adaptace
- Agaton Sax och Byköpings gästabud (1976), švédský animovaný film, režie Stig Lasseby[2]

## Česká vydání
- Veledetektiv Agaton Sax, SNDK, Praha 1968, přeložila Dagmar Chvojková-Pallasová, kniha obsahuje tři příběhy Agaton Sax a zloději briliantů, Agaton Sax a stařík s kozí bradkou a Agaton Sax a byköpinská hostina.